# مضمار جبل علي
مضمار جبل علي هو مكان مشهور لسباق الخيل في مدينة دبي النابضة بالحياة، الإمارات العربية المتحدة. يقع مضمار السباق في منطقة جبل علي الخلابة، ويحتل مكانة بارزة في تراث الفروسية في دولة الإمارات العربية المتحدة، وأصبح وجهة مميزة لعشاق سباقات الخيل، محليًا ودوليًا. تأسس مضمار جبل علي لسباق الخيل عام 1990، وقد تطور ليصبح من المعالم البارزة في تقويم السباقات العالمية، حيث يقدم سباقات مثيرة في أجواء آسرة.

## تاريخ
يمكن أن يعزى إنشاء مضمار جبل علي لسباق الخيل إلى الجهود الحكيمة التي بذلها سمو الشيخ أحمد، الذي تصور فكرة إنشاء منشأة سباق عالمية المستوى في المنطقة. بفضل التفاني والدعم الثابت من أصحاب المصلحة الرئيسيين، وضع سمو الشيخ أحمد الأساس لمضمار السباق في عام 1990. ومنذ ذلك الحين، شهد مضمار السباق نموًا وتحولًا ملحوظًا، مما أدى إلى ترسيخ مكانته كواحد من أرقى ملاعب رياضة الفروسية في الشرق الأوسط. الفريق سمو الشيخ أحمد بن راشد آل مكتوم هو نائب رئيس شرطة دبي والخدمات العامة، وهو فارس متحمس فاز بالسباقات الأوروبية الكبرى بلون الحرير الأصفر والأسود الشهير. في عام 1982، فاز وصال لسمو الشيخ أحمد بسباق 2000 غينيز الأيرلندي وكرافن ستيكس، وفي وقت لاحق فازت الخيول الأخرى التي يملكها سمو الشيخ أحمد بسباق 1000 غينيز، آيريش أوكس، إيرسيه سانت لاجر، ديوهورست ستيكس، الكأس الذهبية، دبي جولدن شاهين، الإمارات العربية المتحدة 2000 غينيز.، الديربي الإيطالي، برينس أوف ويلز ستيكس، كورال إكليبس ستيكس، بريتي بولي ستيكس والملك جورج السادس والملكة إليزابيث ستيكس أستراليا موتوتو، فحل الشيخ أحمد الأكثر شهرة، فاز بسبعة سباقات من أصل عشرة طوال مسيرته في السباقات التي استمرت بين عامي 1985 و1988، أبرزها كان سباق الملك جورج السادس والملكة إليزابيث ستيكس في عام 1988. ووفقاً للمواصفات التي وضعها سمو الشيخ أحمد بن راشد آل مكتوم، انشأ المسار والمدرج في عام 1990، وهما من أقدم حلبات السباق في المنطقة. تمت إضافة مستوى آخر إلى المدرج في عام 1995 لاستيعاب ضيوف الضيافة من الشركات. أصبح مكان السباق الشهير في قلب المدينة. إن جارك رائع حقًا، والمناظر والأصوات والأجواء تخطف الأنفاس.

## وصف
مضمار السباق عبارة عن مضمار ترابي على شكل حدوة حصان أيمن بطول 2200 متر وطول مستقيم 900 متر. يتيح المزلق إمكانية إجراء سباقات السرعة التي يصل طولها إلى 1400 متر على مسار مستقيم. تتميز الدورة بنهاية شاقة شديدة الانحدار. يتكون سطح المسار من الرمل والزيت. وصف مضمار جبل علي لسباق الخيل بأنه "ضيق وملتوى بشكل كبيرعند الحواف" مع "أجواء خالية من الهموم بشكل خاص".

## السباقات الكبرى

### المجموعة 3
| اسم السباق  | حي. (م) | سطح    | العمر/الجنس |
| ----------- | ------- | ------ | ----------- |
| ميل جبل علي | 1600    | التراب | 4 سنوات+    |

### السباقات المدرجة
| اسم السباق     | حي. (م) | سطح    | العمر/الجنس |
| -------------- | ------- | ------ | ----------- |
| جبل علي ستيكس  | 1,950   | التراب | 4 سنوات+    |
| جبل علي سبرينت | 1,000   | تراب   | 3 سنوات+    |

## مرافق مضمار سباق جبل علي
يضم مضمار جبل علي مجموعة شاملة من المرافق الحديثة المصممة لتوفير تجربة سباق سلسة للمشاهدين والمشاركين وأصحاب الخيول على حد سواء. وتشمل السمات الرئيسية لمضمار السباق.
المدرج: هيكل رائع يقف كمحور رئيسي لمضمار جبل علي، ويوفر إطلالة بانورامية على مضمار السباق والمناظر الطبيعية المحيطة به. يستوعب المدرج آلاف المتفرجين ويوفر أماكن جلوس واسعة وأجنحة ضيافة وخيارات لتناول الطعام.
حديقة الفرسان: هذه منطقة جلوس ترحيبية وممتازة للغاية في JARC، وتتميز بترتيبات جلوس لكبار الشخصيات، وهي مساحة صديقة للبيئة حيث يمكنك الاستمتاع بالسباق أثناء قضاء وقت ممتع والتنزه مع الموسيقى الحية والنشاط والترفيه. صممت حديقة الفرسان لتلبية احتياجات العائلات والأصدقاء والأفراد الذين يبحثون عن قضاء يوم ممتع وسط إثارة سباق الخيل. تتميز منطقة النزهة داخل الحديقة بمناطق عشبية يتم صيانتها جيدًا وترتيبات جلوس مريحة وأماكن مظللة حيث يمكن للزوار إعداد نزهاتهم. غالبًا ما تتجمع العائلات هنا، وتوزع بطانيات النزهة وتتشارك الوجبات اللذيذة بينما تستمتع بالأجواء الحماسية للسباقات.
الحديقة العامة: بالإضافة إلى حديقة الفرسان، يضم مضمار جبل علي أيضًا حديقة عامة جميلة وواسعة. هذه المساحة الخضراء المُعتنى بها جيدًا مفتوحة لعامة الناس وتوفر ملاذًا هادئًا وسط الأجواء الصاخبة لمضمار السباق.
المسار: يشتهر المسار الترابي الذي صان بدقة في جبل علي بسطحه الاستثنائي للسباق، مما يوفر مسارًا مليئًا بالتحديات ولكنه عادل للمتنافسين. يتمتع المسار بسمعة طيبة في إنتاج سباقات مثيرة ذات نهايات متقاربة، مما يجعله المفضل لدى الفرسان ومدربي الخيول. المسار عبارة عن مسار ترابي أيمن على شكل حدوة حصان بطول 2200 متر وطول 900 متر مستقيم. يتيح المزلق إمكانية إجراء سباقات السرعة التي يصل طولها إلى 1400 متر على مسار مستقيم. تتميز الدورة بنهاية شاقة شديدة الانحدار. يتكون سطح المسار من الرمل والزيت. وصف مضمار جبل علي لسباق الخيل بأنه "ضيق ومهترئ بشكل جذاب عند الحواف" مع "أجواء خالية من الهموم بشكل خاص".
الضيافة وتناول الطعام: يقدم مضمار السباق مجموعة متنوعة من خيارات الضيافة للارتقاء بتجربة يوم السباق للضيوف. من الأجنحة الفاخرة ذات الإطلالات الحصرية إلى مناطق تناول الطعام الرائعه، يمكن للزوار الاستمتاع بإثارة سباق الخيل مع الاستمتاع بالخدمة الاستثنائية والمأكولات اللذيذة.
الاسطبلات ومرافق التدريب: جهز مضمار جبل علي بمناطق إسطبلات وتدريب عالمية المستوى لتلبية احتياجات الخيول المتنافسة. تلتزم الإسطبلات بأعلى معايير رعاية الخيول وتوفر وسائل راحة من الدرجة الأولى لضمان رفاهية خيول السباق.
مرافق الإعلام والبث: يتميز مضمار جبل علي بوسائل الإعلام الحديثة ومرافق البث، مما يتيح للجمهور العالمي مشاهدة أحداث السباق من خلال التغطية المباشرة وخدمات البث المباشر عالية الجودة.

### أحداث السباق
يستضيف مضمار جبل علي تقويمًا مثيرًا لأحداث السباقات التي تجذب المشاركة الحماسية من مجتمعات السباق المحلية والدولية. تشمل بعض السباقات البارزة التي أجريت في المكان.
جبل علي ستيكس: سباق مرموق من المجموعة 3 يضم خيولًا أصيلة من الدرجة الأولى تتنافس على المسافة. يجذب سباق جبل علي ستيكس بعضًا من أفضل خيول السباق والفرسان والمدربين، مما يوفر مشهدًا من السرعة والمهارة.
جبل علي مايل: سباق آخر مرموق من الفئة 3 يعرض مواهب الخيول القادرة على التفوق في مسافة الميل الواحد. يشتهر جبل علي مايل بمجاله التنافسي وأجواءه المثيرة.
جبل علي سبرينت: سباق مدرج متوقع للغاية يجذب العدائين من كل مكان للتنافس على النصر. يعد سباق جبل علي سبرينت بمثابة اندفاعة مثيرة نحو خط النهاية، حيث يأسر المتفرجين بسرعته العالية.
جبل علي كلاسيك: يعرض هذا الحدث المواهب الناشئة في عالم سباقات الخيل. إنه يوفر فرصة للخيول الصغيرة لإظهار إمكاناتها والتنافس ضد أقرانها.
ميناء جبل علي للمعاقين: سباق شعبي للمعاقين يجمع مجموعة متنوعة من خيول السباق، يحمل كل منها أوزانًا مختلفة بناءً على أدائه السابق. يضيف سباق ميناء جبل علي عنصرًا من عدم القدرة على التنبؤ إلى إجراءات السباق.

### التأثير الثقافي
يحتل مضمار جبل علي مكانة خاصة في قلب مجتمع الفروسية في دولة الإمارات العربية المتحدة، ويعد بمثابة معلم ثقافي يعكس شغف الأمة بالخيول والسباقات. وتساهم أجواء مضمار السباق الآسرة والفعاليات عالية الجودة بشكل كبير في نمو سياحة الفروسية في دبي، مما يجذب عشاق السباقات والسياح من جميع أنحاء العالم.

## الوصول والموقع
يستفيد مضمار جبل علي من موقعه الاستراتيجي في مرتفعات البرشاء في دبي، ويمكن الوصول إلى مضمار السباق بسهولة عن طريق وسائل النقل المختلفة، بما في ذلك شبكات الطرق و وسائل النقل العام، مما يجعلها ملائمة لكل من السكان المحليين والزوار الدوليين لحضور السباقات. خارج سباقات الخيل، تنظم JARC فعاليات تشمل القفز بالمظلات وسبارتانز وألعاب القوه.

## خاتمة
يعد مضمار جبل علي بمثابة شهادة على التزام دولة الإمارات العربية المتحدة بتعزيز رياضة سباق الخيل والحفاظ على تراثها في الفروسية. بفضل مرافقه المذهلة، وفعاليات السباقات رفيعة المستوى، والمناطق المحيطة ذات المناظر الخلابة، يواصل مضمار السباق إبهار المتفرجين والمشاركين على حد سواء، مما يعزز مكانة دبي كمركز عالمي للرياضة والترفيه والتسلية ذات المستوى العالمي.